# Kučevo
Kučevo (en cirílico Кучево) es un municipio del distrito de Braničevo, en el este de Serbia. Kučevo se localiza a orillas del río Pek y era conocida en la antigüedad con el nombre de Guduskum por sus minas de oro y plata.
En 2011 tenía 15 490 habitantes, de los cuales 3950 vivían en la villa y el resto en las 25 pedanías del municipio.

## Pedanías
Además de la localidad de Kučevo, el municipio incluye 25 pedanías:
- Blagojev Kamen
- Brodica
- Bukovska
- Velika Bresnica
- Voluja
- Vuković
- Duboka
- Zelenik
- Kaona
- Kučajna
- Lješnica
- Mala Bresnica
- Mišljenovac
- Mustapić
- Neresnica
- Rabrovo
- Ravnište
- Radenka
- Rakova Bara
- Sena
- Srpce
- Turija
- Ceremošnja
- Cerovica
- Ševica